# Tributo das cem donzelas
O tributo das cem donzelas foi um reconhecimento da supremacia do Emirado de Córdova sobre o Reino das Astúrias, entre finais do século VIII e meados do século IX.
No ano 783, Mauregato (filho bastardo de Afonso I das Astúrias) toma o trono asturiano com a ajuda de Abderramão I, com quem se compromete ao pagamento do tributo das cem donzelas pela sua colaboração. No ano de 788, os condes D. Arias e D. Oveco rebeliaram-se contra o rei Mauregato e mataram-no como vingança de ter outorgado tal tributo aos mouros. O rei Bermudo I, seu sucessor, decide acabar com o tributo, substituindo-o por um pagamento em dinheiro. Sucede-lhe Afonso II, o Casto (791-842), que recusa também o pagamento em dinheiro, entrando, portanto, em guerra contra os mouros, vencendo-os na batalha de Lodos e matando o capitão mouro Mugait, conseguindo, assim, o seu propósito.
Posteriormente, Abderramão II, no tempo do rei Ramiro I das Astúrias, atreve-se a reclamar de novo o tributo das cem donzelas. Este, vendo-se numa situação de debilidade, e após consulta aos seus conselheiros, acede novamente ao pagamento do tributo. Com o tributo vigente de novo, surge a lenda/facto de que, os de Simancas, entregam as sete donzelas que lhes corresponderiam, com as mãos cortadas. Como consequência, os cristãos entrariam de novo em guerra contra os mouros, dando-se a mítica batalha de Clavijo, na que o próprio apóstolo Santiago terá participado. O exército mouro foi vencido, e desaparece o tributo das cem donzelas. Como agradecimento, Ramiro I terá instaurado o Voto de Santiago que, efectivamente, foi cobrado pela Igreja até 1812, não obstante o facto de se tratar provavelmente de um mito apenas recolhido documentalmente desde a Crónica do bispo Rodrigo Jiménez de Rada no século XIII.